# Lina Ribbing
Carolina (Lina) Sofia Ribbing, född Meyer 12 augusti 1857 i Stockholm, död 1951 i Uppsala, var en av de framträdande kvinnorna i Sverige som kämpade mot kvinnlig rösträtt. Hon anordnade bland annat det stora antirösträttsmötet 1912 tillsammans med Anna Söderblom och där personer som Carola Eneroth, Ida Norrby och på motståndarsidan Lydia Wahlström och Louise Woods-Beckman deltog.

## Biografi
Lina Ribbing var dotter till bokförläggaren Philipp Meyer och Mathilda, född Rubenson, som båda var av judisk härkomst. Hennes syster, Rosa Heckscher, var också aktiv i kampen mot kvinnlig rösträtt. Lina Ribbing gifte sig med Gustaf Ribbing, häradshövding i Uppsala läns norra domsaga, och blev mor till nio barn, bland andra Seved Ribbing.
Lina Ribbing var aktiv i kretsen kring Anna Söderblom, en annan kvinnlig rösträttsmotståndare och tillsammans anordnade de bland annat det stora anti-rösträttsmötet i Uppsala 1912. Hennes övertygelse var att kvinnans plats var i hemmet, i lojalitet med sin man, och att olyckliga äktenskap kunde lösas med skilsmässa, men att kvinnor hade ett stort ansvar i att skapa välmående hem. Medan Anna Söderblom drev en intellektuell kamp mot den kvinnliga rösträtten var Ribbing mer praktiskt lagd, och skrev i ett brev till Anna Söderblom: "Medan du läser Kant intresserar jag mig för ladugården och hönsavel."
Lina Ribbing var senare även engagerad i pansarbåtsinsamlingen och andra försvarsfrågor, liksom i radikalteologiska sammanhang.